# Senato accademico
Il senato accademico, in certi ordinamenti giuridici, è un organo collegiale di un'università o analoga istituzione accademica.

## Caratteristiche
Il senato accademico partecipa al governo dell'università con un ruolo variabile secondo gli ordinamenti delle singole università: si va da casi in cui ha rilevanti poteri decisionali ad altri in cui ha un ruolo puramente consultivo o anche cerimoniale.
Il ruolo forte di un organo, come il senato accademico, rappresentativo dei docenti e in genere delle altre componenti interne all'università, è caratteristico del modello di governance europeo tradizionale, unitamente alla ridotta autonomia dell'ateneo dallo Stato (o altro ente territoriale). Al contrario, il modello statunitense (ora imitato anche in alcune parti d'Europa) è caratterizzato da una forte autonomia dell'università dallo Stato e dal ruolo centrale attribuito a un organo collegiale, analogo al consiglio di amministrazione delle società, composto prevalentemente da soggetti esterni, nel quale la rappresentanza delle componenti interne è ridotta o assente.
In Italia in genere si preferisce nelle università statali il modello europeo, in linea con la legge Gelmini, mentre nelle private capita che venga adottato il modello statunitense.

## Composizione e durata della carica in Italia
A norma del Testo Unico sull'Istruzione superiore (R.D. 31 agosto 1933, n. 1592) il Senato accademico era composto dai presidi delle Facoltà.
Attualmente la composizione e le funzioni del senato accademico sono disciplinate dagli statuti delle singole università, ai sensi dei principi stabiliti dall'art. 2 della legge 30 dicembre 2010, n. 240 (cosiddetta legge Gelmini).
Il senato accademico deve essere costituito su base elettiva, in un numero di membri proporzionato alle dimensioni dell'Ateneo e non superiore a trentacinque, compresi il rettore e una rappresentanza elettiva degli studenti.
Deve essere composto per almeno due terzi da docenti di ruolo, almeno un terzo dei quali direttori di dipartimento, eletti in modo da rispettare le diverse aree scientifico-disciplinari dell'ateneo.
È generalmente composto dai rappresentanti del corpo docente e/o i docenti che dirigono facoltà, dipartimenti o analoghe articolazioni dell'ateneo, a cui si possono aggiungere rappresentanti delle altre componenti dell'università, quali studenti o personale non docente.
La legge 30 dicembre 2010, n. 240 nulla ha disposto circa la presidenza del senato accademico; gli statuti vigenti generalmente la attribuiscono al rettore. La legge ha tuttavia introdotto diverse novità: i componenti del senato accademico non possono ricoprire altre cariche accademiche, fatte salve quelle di rettore e direttore di dipartimento, né essere componenti di altri organi dell'università, eccettuati i consigli di dipartimento.
Il senato accademico rimane in carica per un massimo di quattro anni; il mandato può essere rinnovato per una sola volta.

### Funzioni
Il senato accademico formula proposte e pareri obbligatori in materia di didattica, ricerca e servizi agli studenti, anche con riferimento al documento di programmazione triennale di Ateneo, nonché di attivazione, modifica o soppressione di corsi, sedi, dipartimenti e strutture di raccordo tra gli stessi (facoltà, scuole, ecc.); esprime parere obbligatorio sul bilancio di previsione annuale e triennale e sul conto consuntivo dell'università; approva il regolamento di ateneo e, previo parere favorevole del consiglio di amministrazione, i regolamenti, compresi quelli di competenza dei dipartimenti e delle strutture di raccordo, in materia di didattica e ricerca, nonché il codice etico; svolge funzioni di coordinamento e raccordo con i dipartimenti e le strutture di raccordo tra gli stessi; può proporre al corpo elettorale, con maggioranza di almeno due terzi dei suoi componenti, una mozione di sfiducia al rettore non prima che siano trascorsi due anni dall'inizio del suo mandato.

## Nel mondo
Nei paesi di lingua spagnola l'organo corrispondente prende tradizionalmente il nome di claustro (letteralmente: chiostro).